# Victor Neves Rangel
Victor Neves Rangel (Serra, 8 settembre 1990) è un calciatore brasiliano, attaccante del North-MG.

## Caratteristiche tecniche
È un centravanti.

## Carriera
Ha esordito in Série A il 4 giugno 2015 disputando con il Grêmio l'incontro vinto 3-1 contro il Corinthians.

## Palmarès

### Competizioni statali
- Campionato Cearense: 1

Ceará: 2017

### Competizioni nazionali
- Liga de Ascenso de México: 1

Cafetaleros (T): Clausura 2018